# Canzone dei Puffi
Canzone dei Puffi è l'ottantacinquesimo singolo discografico di Cristina D'Avena con la partecipazione di Patty Pravo e Fabio De Luigi, pubblicato nel 2018.

## Il brano
Canzone dei Puffi è il singolo che anticipa l'uscita dell'album da cui è estratto, Duets Forever - Tutti cantano Cristina. Il singolo è una reinterpretazione del brano omonimo del 1982.

## Tracce
Download digitale
1. Cristina D'Avena – Canzone dei Puffi (feat. Patty Pravo e Fabio De Luigi) – 3:07 (testo: Victor Szell, Alessandra Valeri Manera – musica: Dan Lacksman)

## Produzione
- Davide Tagliapietra – arrangiamento, tastiere, basso, chitarre, programmazioni
- Will Medini – organo e pianoforte
- Riccardo "Jeeba" Gilbertini – trombe e trombone